# Nebenkarte
Eine Nebenkarte ist eine Karte, die innerhalb oder außerhalb des Kartenrahmens einer Hauptkarte gelegen ist und mit dieser in einem Sinnzusammenhang steht. Häufig wird auch der aus dem Englischen entlehnte Begriff Insetkarte verwendet. Sofern die Nebenkarte sich außerhalb des Kartenrahmens der Hauptkarte befindet, wird diese auch Beikarte genannt. Eine besondere Nebenkarte ist die Lagekarte (in der zweiten Bedeutung), die zum Verorten der Hauptkarte in einem größeren geographischen Raum dient.

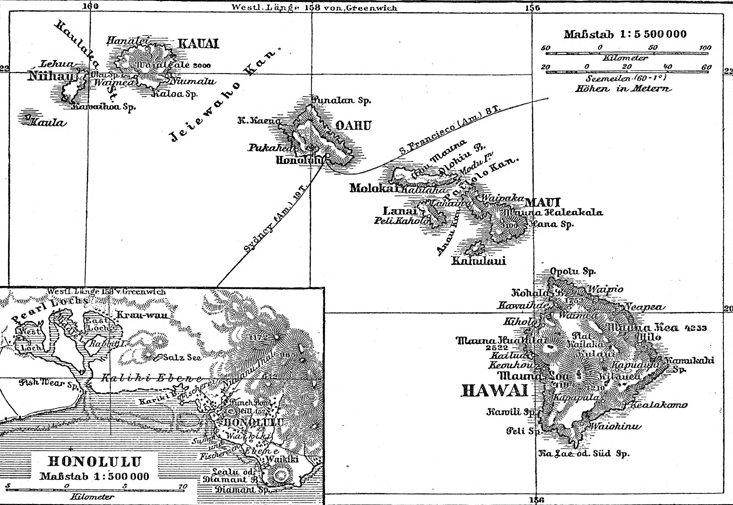
Hawaii (Hauptkarte) mit Honolulu (Nebenkarte)
Königreich Sachsen 1806/07 (Hauptkarte) und nach den Gebietsabtrennungen vom Mai 1815 (Nebenkarte)
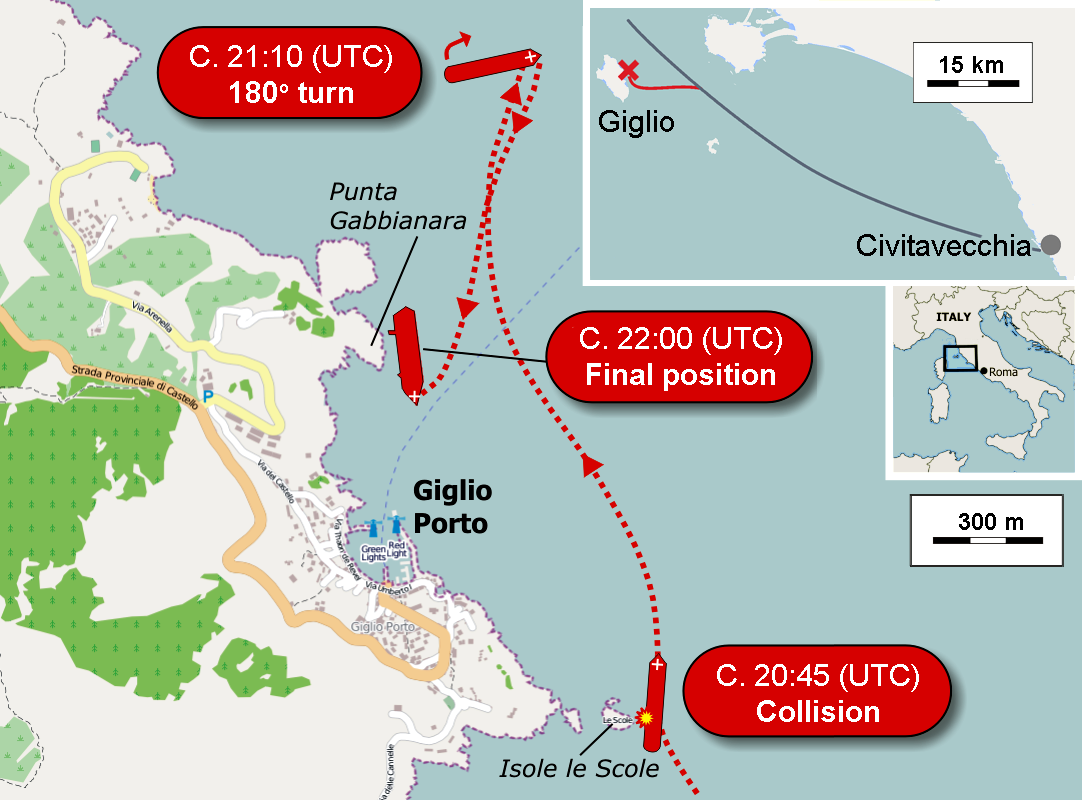
Beispiel einer Karte mit zwei Lagekarten als Nebenkarten